# Franciszek Moskwa
Franciszek Moskwa (ur. 18 lipca 1901 w Rzeszowie, zm. 15 stycznia 1981 w Poznaniu) – kupiec, kolekcjoner, bibliofil rzeszowski.

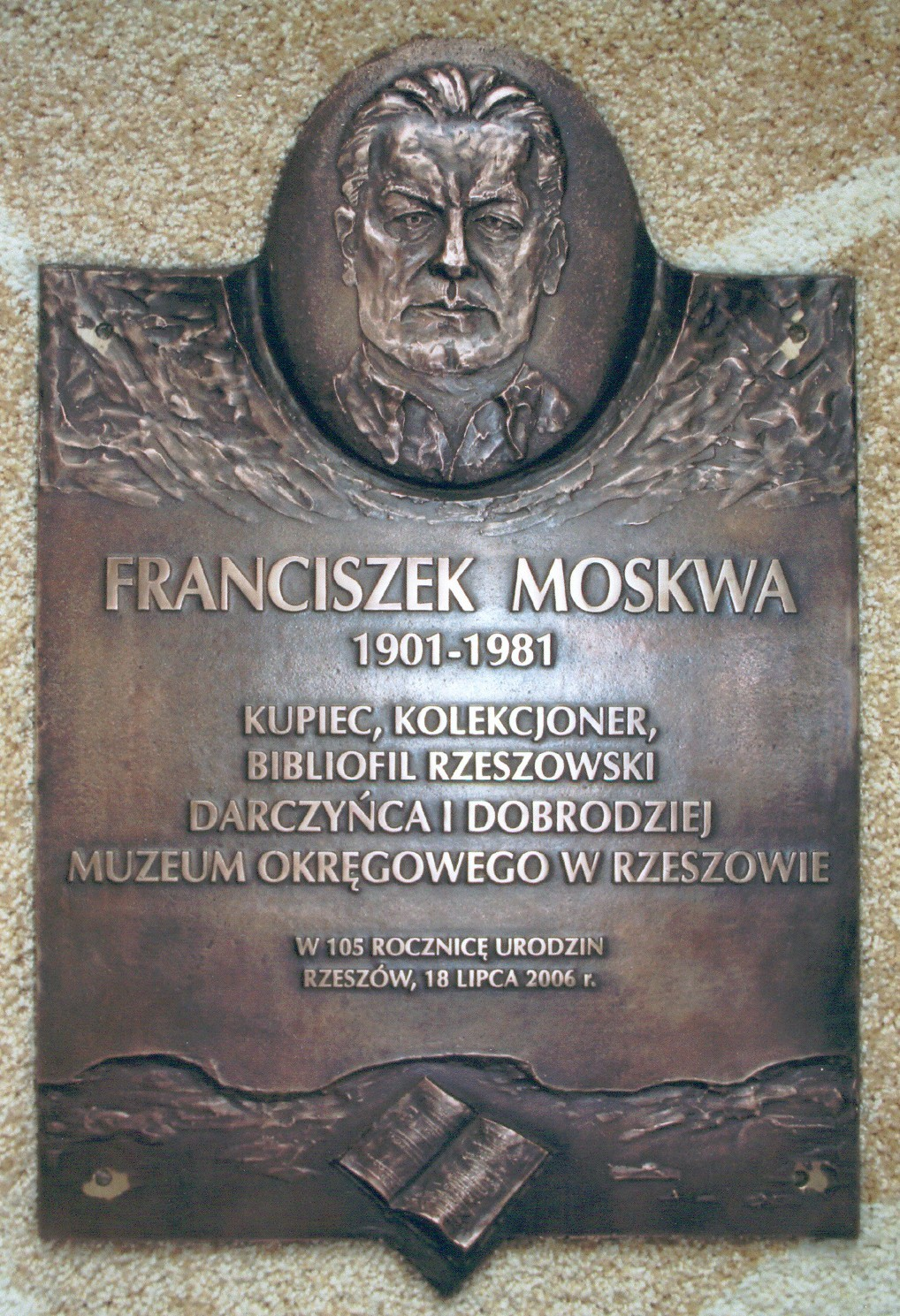
Tablica pamiątkowa w Muzeum Okręgowego w Rzeszowie

## Życiorys

### Młodość
Rozpoczął swoją edukację w Szkole Podstawowej im. Adama Mickiewicza przy ulicy Bernardyńskiej w Rzeszowie. Od najmłodszych lat pomagał, a później pracował w warsztacie masarskim swojego ojca Stanisława Moskwy przy ulicy Sandomierskiej (obecnie Grunwaldzka). Dyplom czeladnika masarskiego uzyskał zanim jeszcze zdał maturę. W 1923 poślubił rzeszowiankę, Helenę (1905-1985) córkę Zofii i Władysława Rybowiczów. Mieli córkę Urszulę.
Za spadek po swoim ojcu w 1923 kupił wielkie gospodarstwo rybne w Ostrowiecznie. Wykupienie tego majątku z rąk kolonistów niemieckich traktował jako akt patriotyzmu. Po kilku latach gospodarowania, około 1929 powrócił do Rzeszowa i zajął się kupiectwem. Początkowo działał na własną rękę. W 1933 przystąpił do firmy swego szwagra Antoniego Czechnickiego: Czechniccy & Bracia Kraus i Ska Eksport Produktów Rolnych. Od 1944 r. spółka działała pod nazwą Franciszek Moskwa i Ska.
Od najmłodszych lat wszystkie swoje oszczędności przeznaczał na zakup książek. Na początku lat trzydziestych dał się poznać jako szalejący bibliofil. Owocem tej pasji była biblioteka licząca tysiące wolumenów (...) wielkiej wartości. Marzeniem jego życia było utworzenie biblioteki. Mawiał często, Jeśli Ossoliński mógł stworzyć Ossolineum, dlaczego Moskwa nie mógłby zrobić „Moskwanum”. (...) zamysł kolekcji, jako całości, mógł zrodzić się później, w okresie okupacji hitlerowskiej, kiedy to byt narodu został zagrożony, a okupant świadomie niszczył ślady polskości i jej kulturalne świadectwa.

### Okupacja niemiecka
Niemieccy okupanci doskonale zdawali sobie sprawę z wartości polskiej kultury jako czynnika rozwoju życia narodowego i podtrzymywania patriotyzmu. W ślad za czołowymi oddziałami Wehrmachtu postępowały specjalne zespoły, których jedynym zadaniem było wyszukiwanie, selekcja i rekwizycja polskich dóbr kulturalnych. Część z nich niszczono, część rabowano i wywożono do Rzeszy. W Generalnym Gubernatorstwie starano się je początkowo tylko ewidencjonować i zabezpieczać, później przejmowano na rzecz państwa niemieckiego. W tej sytuacji Franciszek Moskwa (...) z różnych źródeł nabywał góry książek (...), co jest równoznaczne z ratowaniem substancji kulturalnej, a także finansowym wspomożeniem właścicieli książek, którzy nie znaleźliby na nie innego kupca.
W trudnych czasach okupacji niemieckiej twórcy kultury znaleźli się w wyjątkowo ciężkiej sytuacji materialnej, sprowadzającej się niekiedy nawet do walki o biologiczne przetrwanie. Jakże cenne w takich warunkach były dla nich zlecenia różnych prac. Na zamówienie Franciszka Moskwy młody grafik Bolesław Kiernas wykonał trzy teki drzeworytów związanych ze starym Rzeszowem. Dzięki temu (...) otrzymaliśmy w drzeworycie niemal pełny obraz Rzeszowa, a szczególnie tych jego fragmentów, które zostały nieodwracalnie zniszczone. Pełną kolekcję jego (Bolesława Kiernasa) prac graficznych, akwarel i rysunków posiada Muzeum Okręgowe w Rzeszowie z daru Franciszka Moskwy i nielicznych zakupów.
Oprócz Kiernasa w kręgu okupacyjnego mecenatu Franciszka Moskwy znaleźli się: Józef Koziej, Feliks Worsztynowicz, Tadeusz Jaśkiewicz, Kazimierz Bieńkowski, Władysław Początek, Edward Kluz, a nawet mieszkający w Warszawie Antoni Kamiński. Pewnym nawiązaniem do planu Wiedemana był wykonany przez Józefa Kozieja widok Rzeszowa przedstawiający jego stan z 1936.
Franciszek Moskwa doceniał pracę nie tylko artystów, ale i kunszt rzeszowskich rzemieślników. Bogusław Kotula pisze: Nie sposób policzyć tych cudowności introligatorskich mistrza Stanisława (Chyły). Jego robotę cenili sobie bardzo wysoko nie tylko wytrawni koneserzy, ale wielcy znawcy artystycznych, introligatorskich „smaczności”, jak chociażby europejskiej miary bibliofil Franciszek Moskwa przez długie lata związany z Rzeszowem.

### Towarzystwo Regionalne Ziemi Rzeszowskiej
W 1935 powstało Towarzystwo Regionalne Ziemi Rzeszowskiej. W okresie okupacji niemieckiej Towarzystwo działało w postaci zakonspirowanej. Zebrania odbywały się początkowo w domu Franciszka Kotuli (ul. Niemcewicza 3). Później, za przyzwoleniem Franciszka Moskwy w siedzibie jego firmy (ul. Grodzisko 3). Należy zaznaczyć, że w latach 1940–44 współpracował on z podziemnym ruchem oporu finansując jego działalność. Tuż po okupacji niemieckiej był jednym z inicjatorów reaktywowania Towarzystwa, pod nazwą Towarzystwo Przyjaciół Nauki i Sztuki w Rzeszowie. Był członkiem jego zarządu. Sponsorował druk prac naukowych i książek np. w 1947 opłacił koszt wydania: Z dziejów Rzeszowa 1939–1944, Losy rzeszowskich zabytków i pamiątek Franciszka Kotuli. Fundował nagrody na wystawach artystycznych. Z jego inicjatywy w statucie firmy „F. Moskwa i Ska” zaznaczono, że 5% czystych zysków wspólników (a jest ich 16) pójdzie na cele kulturalno-oświatowe. Sfinansował remont pomieszczeń dawnej łaźni przeznaczonych dla muzeum. W 1949 podarował Towarzystwu duży księgozbiór dzieł naukowych, niejednokrotnie wysokiej wartości. Wśród białych kruków znalazły się: inkunabuł z 1482, Zielnik Syreniusza (1513), Biblia Leopolity (1570), Bibliografia Polska Karola Estreichera, Encyklopedia S. Orgelbranda, Słownik Geograficzny Królestwa Polskiego i wiele innych. Dla mieszkańców Rzeszowa szczególnie cenne w jego darze są liczne galicjana a zwłaszcza resoviana. W 1955 Towarzystwo zawiesiło swoją działalność a jego dar przekazano do muzeum rzeszowskiego. Także dzięki jego darom biblioteka Polskiej Akademii Umiejętności w Krakowie wzbogaciła się o wiele cennych pozycji.
W książce Stanisława Lorentza Przewodnik po muzeach i zbiorach w Polsce czytamy: Biblioteka (Muzeum w Rzeszowie) posiada 33000 tomów z dziedzin reprezentowanych w muzeum (...) w tym cenny dar bibliofila rzeszowskiego Franciszka Moskwy ok. 4000 tomów – dzieł z zakresu historii, sztuki, bibliografii, starodruki. Dar Franciszka Moskwy stanowił ponad 12% ówczesnych zasobów rzeszowskiego muzeum.

### Okres powojenny
Pod koniec 1948 został aresztowany i przewieziony do więzienia w Warszawie. Jednocześnie jego żonie i córce kazano opuścić dotychczasowe miejsce zamieszkania, czyli Rzeszów w ciągu 48 godzin. Po odzyskaniu wolności wraz z rodziną zamieszkał w Poznaniu. Długo nie mógł znaleźć pracy. W końcu został pomocnikiem majstra w sklepie Zrób to sam. Po przejściu na emeryturę zajmował się jeziorem w Ostrowiecznie. Prowadził tam nowoczesną hodowlę ryb.
Został pochowany na cmentarzu Górczyńskim w Poznaniu.
Franciszek Kotula w nekrologu Franciszka Moskwy napisał: Z pełnym poczuciem odpowiedzialności za moje słowa, twierdzę (...), że ktokolwiek będzie pisał historię Rzeszowa, na przestrzeni lat 1940–1956 nie może pominąć osoby – raczej Postaci – Franciszka Moskwy. Z zawodu masarz, następnie kupiec i przemysłowiec, wreszcie hodowca ryb. Uprawiane przez niego zawody determinują realistę, człowieka zimnego rachunku ekonomicznego. A równocześnie – może postronnemu trudno będzie w to uwierzyć – był humanistą najwyższej klasy, nie tylko romantykiem, ale wręcz fantastą; w najlepszym tego słowa znaczeniu.
W historii nowoczesnego Rzeszowa nie znajdziemy postaci, która mogłaby dorównać Franciszkowi Moskwie w dziedzinie mecenatu artystycznego. Jest to przypadek odosobniony, przykład „spóźnionego”, ale w pełni mieszczańskiego mecenatu nad twórczością artystów regionalnych, nieznanych jeszcze szerszemu ogółowi poza Rzeszowem, co nakazuje szczególnie podkreślić jego zasługi w kreowaniu lokalnego środowiska twórczego.

## Uhonorowanie
17 sierpnia 2007 w sieni budynku Muzeum Okręgowego w Rzeszowie została odsłonięta tablica upamiętniająca dar Franciszka Moskwy. Wydarzeniu temu towarzyszyła niewielka wystawa dzieł wybranych z podarowanej muzeum kolekcji.
Postanowieniem prezydenta RP Lecha Kaczyńskiego z 9 stycznia 2009 został pośmiertnie odznaczony Krzyżem Oficerskim Orderu Odrodzenia Polski za wybitne zasługi dla rozwoju sztuki, za działalność bibliofilską i społeczną.